# امیلی ترمین
امیلی ترمین (انگلیسی: Emily Tremaine) یک هنرپیشه زن اهل آمریکایی است.

## سینما
- گرگ وال استریت (۲۰۱۳)
- کودک آشکار (۲۰۱۴)
- بیخود از خود (۲۰۱۵)
- کیک تولد (۲۰۲۱)

## تلویزیون
- لیست سیاه (مجموعه تلویزیونی) (۲۰۱۳)
- واینل (۲۰۱۶)
- گناه (مجموعه تلویزیونی) (۲۰۱۶)